# 張沖 (1904年)
張沖（1903年—1941年8月11日）原名绅，字淮南，一作怀南，号御虚，浙江省樂清縣（今乐清市）北白象镇茗屿琯头人，中华民国政治人物，中国国民党官员。第二次国共合作的牵线人。

## 生平
张冲自幼好学，1919年夏考入浙江省立第十中学。在校期间受五四运动影响，曾与同学郑亦同、萧铮等人组织醒华学会，被推为理事会主席。1922年中学毕业后，考入交通大学北京铁道管理学院，同年加入中国国民党。1924年，转入哈尔滨中俄工业大学，不久因俄文难以进步，又考入哈尔滨法政大学。1926年赴莫斯科短期留学。回到中国东北后，因反对奉系张作霖亲日，被奉军逮捕，判处有期徒刑三年。1928年东北易帜后出狱，曾回到原籍休养越月。后被任命为中国国民党哈尔滨市党部特派员，兼《民国日报》社社长，并主办《哈尔滨日报》。1930年，调任中国国民党天津市党部委员，辞不就任。不久，出任中国国民党中央组织部调查科（中统局的前身）总干事和设计委员。任内于1932年2月制造伍豪事件，造谣称中共领导人周恩来已脱离中共，被中共方面驳斥。
1933年，任中国国民党中央宣传部电影科科长。1934年，出国考察苏联、德国、土耳其、意大利等国的政治、经济，著有《苏德土意访问录》一书。后来调任中国国民党中央宣传部电影事业处处长兼国际新闻摄影社社长。1935年，当选为中国国民党第五届中央执行委员会委员，和陈立夫同赴苏联参加中苏复交谈判。
1935年10月1日，中共发表《中华苏维埃中央政府、中共中央为抗日救国告全体同胞书》（即《八一宣言》），提出建立抗日民族统一战线的方针。1936年4月某日，上海《申报》刊登一则“寻人启事”称要找“伍豪”，请被寻者见报后在1936年5月5日去上海北四川路新亚酒店某号房间同落款者一晤，“有要事相商”。这则启事由张冲制定，当时张冲奉命寻找中国共产党，以共商国共合作大计。启事发表后，张冲派人日夜守在新亚酒店，终于同中共地下党负责人潘汉年取得联系。潘汉年奉命和张冲、陈立夫等人在上海、南京多次接触商谈国共合作问题，取得一定谅解。

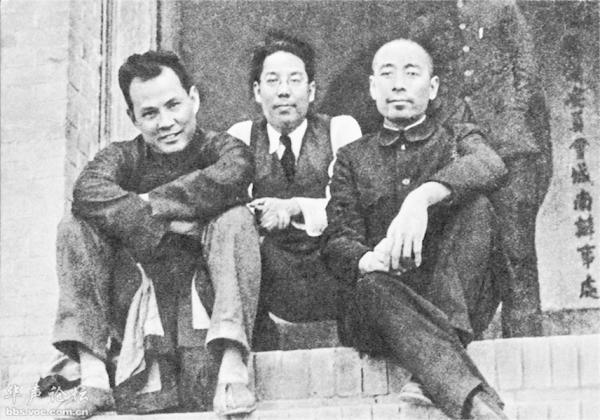
1937年西安谈判期间国共两党代表周恩来（右）、叶剑英（左）、张冲（中）在西安红军联络处门前。

西安事变期间，张冲作为蒋介石的随行人员被扣押在西安。西安事变前后，张冲在国共两党间周旋，曾陪中共领导人周恩来一上莫干山、两上庐山同蒋介石谈判，促使第二次国共合作形成。后来周恩来在《悼张淮南先生》一文中称：“因先生之力，两党得更接近，合作之局以成。”张冲日益受蒋介石重视，成为代表蒋介石同中共及苏联秘密联络的专使。1937年5月，张冲任国民政府军事委员会第六部主任秘书。1937年8月任考察苏联实业团副团长，赴苏联接洽苏联军援中国事宜。回国后，在汉口创办俄文专修学校，自任校长，培养俄文翻译人才。1938年9月，调任甘肃省建设厅厅长，但未就任。1938年秋，调任国民政府军事委员会办公厅顾问事务处处长，负责友邦援华军事顾问（其中以苏联顾问为最多）的接待工作。1939年起，国共摩擦迭起，张冲为国共团结抗日奔走。1941年3月，兼代中国国民党中央组织部副部长。
1941年6月，张冲患恶性疟疾。1941年8月11日，张冲在重庆郊外的云龙旅馆山洞内病逝，年仅38岁。中国各界名人纷致唁电。蒋介石亲题挽联为：“赴义至勇，秉节有方，斯人不永，干将沉光。”8月13日，毛澤東致電張冲家屬，吊唁張冲逝世:320。中共毛泽东、林祖涵、吴玉章、董必武、陈绍禹、秦邦宪、邓颖超1941年11月联名挽联：“大计赖支持，内联共，外联苏，奔走不辞劳，七载辛勤如一日；斯人独憔悴，始病寒，继病疟，深沉竟莫起，数声哭泣已千秋。”周恩来所送挽联为：“安危谁与共，风雨忆同舟。”朱德和彭德怀所送挽联为：“国士无双斯人不存，九原可作万里相招。”叶剑英和李克农所送挽联为：“豺虎尚纵横，大局岂堪重破坏；巴渝多雾瘴，忠魂何忍早游离。”追悼会之日，冯玉祥、邵力子、周恩来、董必武、蒋介石到场。蒋在行礼之后即退出。周恩来代表中国共产党讲话：淮南先生深具爱国热诚，虽为调统中人，但无调统习气，与人共事公正诚挚，虽有党格、人格之异，但爱国一心，人格共同；并赠其妻万元为抚恤金。1941年11月9日，周恩来专门在《新华日报》发表《悼张淮南先生》一文。
张冲遗体浅葬于重庆歌乐山，斯日周恩来与董必武参加执绋。1995年，张冲的骨灰移葬家乡乐清市琯头村。